# 山植叶千里光
山植叶千里光（学名：Senecio scandens var. crataegifolius）为菊科千里光属下的一个变种。

## 扩展阅读
- 維基物種上的相關：山植叶千里光